# 謎蹤
《謎蹤》是倪匡筆下科幻小說衛斯理系列之一。故事講述一群老師與學生突然離奇在芬蘭失蹤的故事。在這個故事之中，特務與間諜，彼此諜對諜，敵化為友，友化為敵，上級出賣下級，下級隱瞞上級，為了達到目的，都在手段上無所不用其極，故事到結局，大大發揮了一番「安排論(決定論)」(determinism)，很有點無可奈何的情緒。

## 故事大綱

### 元帥駕機叛逃事件
衛斯理的朋友巴圖，過去十年一直不知所蹤，這天突然到訪衛斯理家，向衛斯理講述一個離奇故事。他說在芬蘭遇見了一個女教師，帶著一群小學生去參觀一個冬季運動會的選手村，然而後來他們離奇失蹤。更奇怪的是，後來發現在失蹤事件中根本並沒有失蹤者（因為沒有任何人被報失）。巴圖邀請衛斯理一同調查此事，結果衛斯理推薦雙生少女良晨美景協助巴圖，巴圖與良晨美景二人一同去芬蘭調查此事。另一邊廂，巴圖不肯向衛斯理為何身在芬蘭，更不肯透露過去十年在做什麼工作。當巴圖離開香港返回芬蘭後，衛斯理發現巴圖留給他一條銀行保險箱鑰匙，保險箱內留下了一些微型錄音帶。衛斯理從錄音帶中得知，原來巴圖被美國的情報機關裝上了電子儀器，看到及聽到的東西均會自動傳到總部。而巴圖被指派的任務，便是調查1971年中共掌權人林彪（書中稱為「元帥」）出走時在蒙古的墮機事件。並要追回墜機事件中，其身邊的一箱重要文件。

### 老狐狸的計謀
巴圖到了蒙古，從牧羊人口中得知，從墜機意外生還的元帥(林彪)在一個營帳神秘失蹤。當巴圖到了營帳調查時，遇上了前蘇聯在東德的特務頭子老狐狸。老狐狸說元帥(林彪)進入了一口箱子裡，收藏的圖畫之中，巴圖當然不信，但當他躲在箱子內後，果然好像進入了圖畫之內。不過這其實是老狐狸的計謀，當巴圖進入箱子就用麻藥將他迷昏，再把他抬到另外一個所在，那裏有好酒好菜，還有一個美女，一切都跟圖畫裡一樣，所以身經百戰的巴圖才會被騙，誤以為自己在畫中，達三年之久。

### 故人的蹤跡
故事返回現在，良辰美景陪伴衛斯理繼續調查女教師及小學生失蹤一事，果然被他們在赫爾辛基的一間私人博物館發現一幅繪有女教師及小學生的畫。當他們打算盜取該畫時，良辰美景發現巴圖竟被攝入了畫中。之後良辰美景及衛斯理與巴圖的上級-水銀將軍見面，水銀將軍成功使良辰美景潛入蘇聯境內調查，衛斯理只好跟隨。

### 畫中人
衛斯理潛入蘇聯境內尋找良辰美景，在一列火車內竟然遇見那女教師及那些小學生。衛斯理此時恍然大悟，發現一切全是蘇聯當局精心的安排。所謂的「畫中人」完全是蘇聯當局的把戲，目的是誤導西方特務以為元帥(林彪)從此消失，真相是元帥(林彪)仍是在蘇聯方面特務手中。

### 時過境遷
衛斯理、巴圖及老狐狸最後拜訪得知真相、正在黑海之濱療養的老將軍(鐵蛋)，原來元帥(林彪)也同時在場，並道出了當年手持的大秘密：「老頭子（毛澤東）只要一死，那女人（江青）就立刻會受逮捕，一切早就就計劃好了。」可是此時已經是1980年代中期，老頭子一死，立即逮捕女人，這一事已經在1976年發生了，秘密已成為歷史事件，時過境遷變得一文不值。

## 出場人物
- 衛斯理 - 主角。故事敘述者。因好友巴圖被捲入事件。發現巴圖被攝入畫中。後來證明是蘇聯和老狐狸的把戲。
- 白素 - 衛斯理之妻子。
- 良辰美景 - 名為良辰、美景的一對雙生女，喜穿紅衣、輕功甚佳。
- 巴圖 - 美國異種情報局局長。被派來偵查元帥墜機生還事件。卻被攝入圖畫之中。
- 老狐狸 - 東德情報局長。奸詐狡猾的特務頭子。
- 水銀將軍 - 北大西洋公約組織(NATO)情報長官。六十歲出頭的銀髮老人。手下能人異士甚多。安排衛斯理搭乘雙引擎小飛機。躲避雷達由芬蘭領空進入前蘇聯。
- 傑福生 - 駕駛雙引擎小飛機的年輕人。喜歡說話。

| 前任者： 061 血統 | 衛斯理系列（按編號） 062                             | 繼任者： 063 瘟神 |
| 前任者： 血統     | 衛斯理系列（按連載時序） 1987年3月16日至1987年7月4日 | 繼任者： 瘟神     |